# Namayingo (district)
Namayingo is een district in het oosten van Oeganda. Hoofdstad van het district is de stad Namayingo. Het district telde in 2014 215.443 inwoners op een oppervlakte van 532 km², waarvan driekwart bestaat uit water. 
De grootste bevolkingsgroep zijn Samia, en verder leven er Basoga, Japadhola, Bagishu, Baganda, Jaluo, Bakenye, Bagwere en Itesots. Visvangst op het Victoriameer en landbouw zijn de belangrijkste economische activiteiten. Verder wordt er ook goud gedolven. Door het district loopt de autoweg die Musita, Namayingo, Lumino en Busia verbindt met Kampala.
Het district werd in 2010 opgericht door afsplitsing van het district Bugiri.
Het district grenst in het zuiden aan het Victoriameer en in het oosten aan Kenia. De Bukooli-eilanden en de Lolwe-eilanden in het Victoriameer maken onderdeel uit van het district. De gemiddelde regenval varieert tussen 1200 mm/jaar in het zuiden en 900 mm/jaar in het noordwesten.